# Bad Bergzabern (Verbandsgemeinde)
Pour la ville, voir Bad Bergzabern.
Bad Bergzabern est une Verbandsgemeinde (collectivité territoriale) de l'arrondissement de la Route-du-Vin-du-Sud dans la Rhénanie-Palatinat en Allemagne. Le siège de cette Verbandsgemeinde est dans la ville de Bad Bergzabern.
La Verbandsgemeinde de Bad Bergzabern consiste en cette liste d'Ortsgemeinden (municipalités locales) :
| 1. Bad Bergzabern 2. Barbelroth 3. Birkenhördt 4. Böllenborn 5. Dierbach 6. Dörrenbach 7. Gleiszellen-Gleishorbach 8. Hergersweiler 9. Kapellen-Drusweiler 10. Kapsweyer 11. Klingenmünster | 1. Niederhorbach 2. Niederotterbach 3. Oberhausen 4. Oberotterbach 5. Oberschlettenbach 6. Pleisweiler-Oberhofen 7. Schweigen-Rechtenbach 8. Schweighofen 9. Steinfeld 10. Vorderweidenthal |